# Ácido perfluorooctanoico
El ácido perfluorooctanoico (PFOA), también conocido como C8 y perfluorooctanoato, es un ácido carboxílico perfluorado y tensioactivo sintético. No es un producto de consumidor.  Es un producto industrial que se emplea para fabricar otros productos.  Una aplicación industrial es como agente tensioactivo en la polimerización de emulsión de fluoropolímeros. Se ha utilizado en la fabricación de bienes de consumo prominentes, como el teflón. En 2013, Gore-Tex eliminó el uso de PFOA en la fabricación de sus tejidos funcionales resistentes a la intemperie. El PFOA se ha fabricado desde la década de 1940 en cantidades industriales. También está formado por la degradación de precursores tales como algunos fluorotelómeros.
Desde el caso de la contaminación por DuPont en Estados Unidos demandada por Robert Bilott, comenzó a estudiarse la toxicidad de este compuesto. La Unión Europea lo incluyó en la lista de sustancias de alta preocupación como cancerígeno, tóxico para la reproducción y bioacumulativo.
El PFOA fue propuesto para su inclusión en el Convenio de Estocolmo sobre Contaminantes Orgánicos Persistentes en 2015, y en 2019, el PFOA, sus sales y los compuestos relacionados con el PFOA fueron añadidos al Anexo A del Convenio de Estocolmo por la Conferencia de las Partes. Unos cientos de sales y precursores del PFOA entran en el ámbito de aplicación de la restricción.